# Rudi Sölch
Rudolf „Rudi“ Sölch (* 5. November 1931; † 2. November 2021 in Frankfurt am Main) war ein deutscher Kommunalpolitiker (SPD) und Medienmanager. Von 1976 bis 1999 war er Verwaltungsdirektor des ZDF.

## Leben
Sölch studierte Volkswirtschaft und wurde 1960 Wirtschaftsreferent bei der IG Metall in Frankfurt am Main. Bereits 1955 war er der SPD beigetreten. 1966 wurde er dann kaufmännischer Betriebsleiter bei den Frankfurter Stadtwerken, ehe er drei Jahre später zum Stadtkämmerer berufen wurde. 1972 wurde Sölch Bürgermeister der Stadt Frankfurt am Main. Als solcher unterstützte er die Planungen für den Bau eines Großkraftwerks in Frankfurt-Fechenheim, das nach Kritik von Bürgern und unterschiedlichen Parteien letztlich nicht verwirklicht wurde.
1976 ging er als neuer Verwaltungsdirektor zum ZDF nach Mainz. Als solcher war er ab 1988 auch Stellvertreter von Intendant Dieter Stolte. Nach der Deutschen Wiedervereinigung 1990 setzte er sich als ZDF-Rundfunkbeauftragter für den Erhalt des Ostberliner Sinfonieorchesters ein. Im März 1999 erfolgte Sölchs offizielle Verabschiedung beim ZDF. Ursprünglich war seine Verabschiedung im ZDF schon 1996 geplant, auf Bitten von Intendant Stolte verblieb Sölch jedoch noch im ZDF. 
Kommunalpolitisch aktiv blieb er bis 1997 und war unter anderem ehrenamtlicher Kirchendezernent von Frankfurt. 1979 war er als SPD-Oberbürgermeisterkandidat für die Kommunalwahlen 1981 im Gespräch.
Rudi Sölch war Ehrenvorsitzender der Frankfurter Museumsgesellschaft. Von 1994 bis 2020 war er Kuratoriumsvorsitzender der Rundfunk-Orchester und -Chöre gGmbH.